# Antíoc XIII Asiàtic
Antíoc XIII Asiàtic, anomenat també Dionysos, Filopator i Cal·línic (en llatí Antiochus Asiaticus, en grec antic Ἀντίοχος ὁ Ἀσιατικός) fou rei selèucida de Síria del 69 aC al 64 aC.
Era fill d'Antíoc X Eusebios i de Cleòpatra V Selene, princesa làgida d'Egipte. El 83 aC Cleòpatra va viatjar a Roma per fer reconèixer els drets al tron dels seus fills, probablement Seleuc VII Cibiosactes, que segurament es va quedar al seu país, i Antíoc XIII Asiàtic. Després del 75 aC el senat romà va reconèixer Seleuc i Antíoc com a reis de Síria. Cleòpatra Selene va ser empresonada i assassinada per Tigranes cap a l'any 70 aC, però la seva derrota davant Pompeu el 69 aC, va produir un aixecament a Antioquia, on Antíoc XIII va ser aclamat rei, nomenament aprovat pel cònsol romà Lucul·le. Segurament Seleuc VII havia mort abans.
El 64 aC Pompeu el va deposar. Refugiat amb el xeic àrab Sampsigeramus (Shemashgeram) d'Emesa, aquest el va assassinar. Felip II Philoromaeus, fill de Felip I Filadelf, va ser establert breument com a rei, però igualment deposat i Síria convertida en província romana.